# Ramón Mata Torres
Ramón Mata Torres (San José de la Paz, Jesús María, Jalisco, México, 28 de diciembre de 1934 o 1935–Guadalajara, Jalisco, 12 de enero de 2021) fue un comunicólogo, promotor cultural, catedrático, académico y escritor mexicano que incursionó en varios géneros de la literatura. Fue cronista de la ciudad de Guadalajara.

## Estudios y docencia
Sus primeros estudios los realizó en la Casa del Niño Obrero, institución dirigida por el padre jesuita Roberto Cuéllar García. Cursó estudios humanísticos en el Seminario Conciliar de Guadalajara. Realizó la licenciatura de Ciencias y Técnicas de la Comunicación en la Instituto Pío XII (hoy UNIVA). Adicionalmente tomó cursos de historia de México, historia de Jalisco, arte colonial, arte mexicano y museografía. Durante 36 años fue profesor en la Escuela de Artes Plásticas de la Universidad de Guadalajara. 
Realizó diversos viajes a Estados Unidos y Canadá para divulgar la cultura wixárika. Se dedicó durante más de cuarenta años a promover la actividad cultural en Guadalajara y Zapopan, dejando su trabajo plasmado en diversos libros y testimonios de su paso por el estado de Jalisco. Así, otra labor importante en su vida fue como profesor, ya que durante 36 años dio clases en la Escuela de Artes Plásticas de la Universidad de Guadalajara, esto sin dejar de lado la publicación de aproximadamente 60 libros. 

## Promotor cultural y cronista

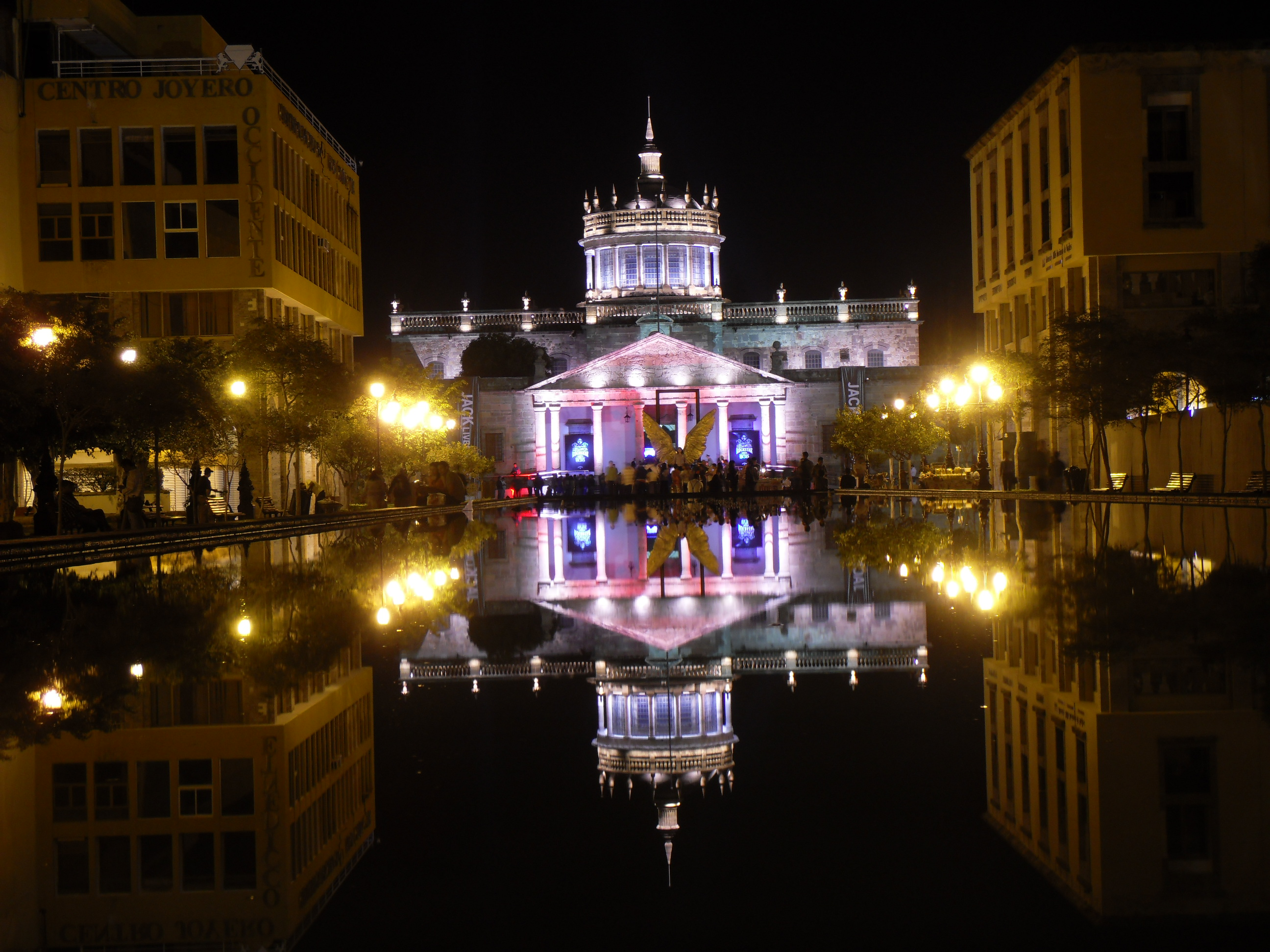
Hospicio Cabañas.

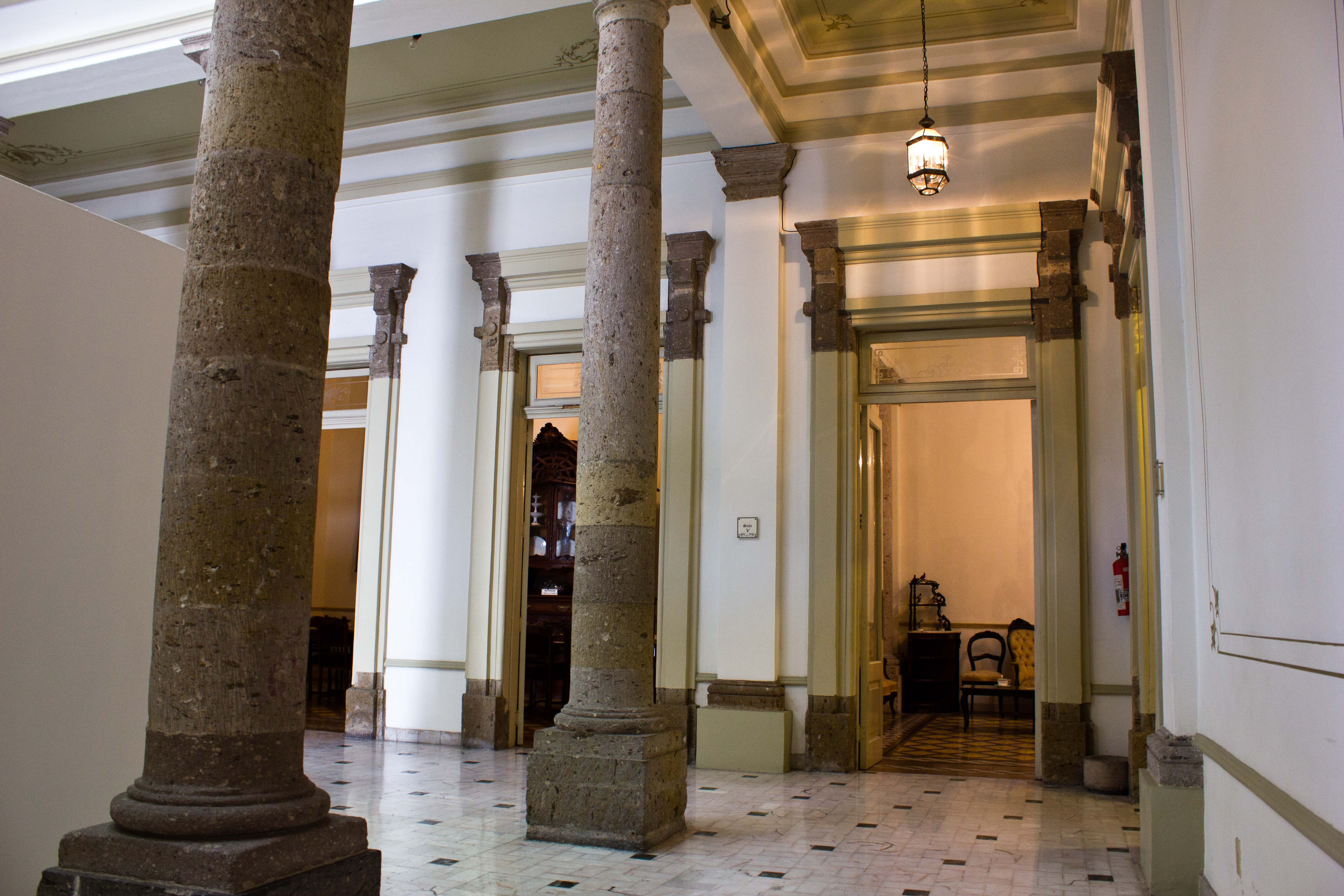
Casa Museo López Portillo.

Fue funcionario a nivel municipal, estatal y federal. También fue jefe del Departamento de Arte Popular del Instituto Cultural Cabañas, Director de la Casa de la Cultura de Zapopan y de la Casa Museo López Portillo. Fue miembro de la Sociedad Mexicana de Geografía y Estadística del Estado de Jalisco y de la Academia de Estudios Alteños. Perteneció al Grupo Cultural Jacobo Gálvez y al Grupo de Investigación Histórica Fray Antonio Tello, al Patronato del Jardín Botánico y a la Academia de Estudios Alteños. Fue jefe del Departamento de Investigación Histórica y Cultural de la Oficialía Mayor de Cultura del Ayuntamiento de Guadalajara, en donde investigó sobre costumbres, tradiciones y cultura en general de la Ciudad de Guadalajara. 
También fue miembro del Consejo de la Crónica y la Historia de Guadalajara.
Durante 37 años, impartió los tradicionales cursos de información sobre Guadalajara que él mismo fundó y dirigió. Organizó más de 1600 conferencias acerca de la ciudad. Fue pionero en la investigación antropológica de la cultura wixarica. Participó en el Encuentro Nacional de Investigadores de Danza. Participó como miembro del Patronato del Jardín Botánico.

## Obras publicadas
Fue autor de 85 libros de ensayo, narrativa, poesía y estudios historiográficos. Colaboró para la Enciclopedia de las Culturas Populares de Jalisco, proyecto que fue coordinado por la Dirección de Culturas Populares de la Secretaría de Cultura de Jalisco. Su obra Peregrinación del peyote describe la cosmovisión de la cultura wixarica o huichol. Entre algunos otros de sus títulos se encuentran:
- Una semilla en el crespúsculo, de 1968.
- Los huicholes, de 1970.
- El pensamiento huichol a través de sus cantos, de 1974.
- Los peyoteros, de 1976.
- La fiesta del toro, de 1976.
- Iglesias y edificios antiguos de Guadalajara, de 1979.
- Personajes ilustres de Jalisco, de 1981.
- En un reino de ciegos y otros cuentos, de 1982.
- Matrimonio huichol: integración y cultura, de 1982.
- Zapopan ayer y hoy, de 1982.
- Las tastuanes de Nextipac, de 1987.
- Los que construyeron el Cabañas, de 1988.
- Guía de edificios antiguos de Guadalajara, de 1988.
- Los murales de Orozco en el Instituto Cultural Cabañas, de 1988.
- El mariachi, de 1993.
- San José de la Paz, mi pueblo, de 1994.
- La noche es una hoguera, de 1994.
- La Guadalajara amurallada, de 2000.
- Personajes que hicieron la Guadalajara del siglo XVI, de 2002.
- Treinta años de historia, de 2005.

## Premios y distinciones
- 1.er lugar en el Encuentro Cultural y Deportivo, en la categoría cuento, organizado por la Federación de Profesores de la Universidad de Guadalajara durante las ediciones de 1978, 1979 y 1980.
- 1.er lugar en el concurso de teatro infantil organizado por la Casa de la Cultura de Zapopan por la escenografía de la obra El burro Pelmas en 1984.
- 2.° lugar en el concurso de cuento del periódico regional Mi Pueblo en 1995.
- Premio Ciudad de Guadalajara en reconocimiento a su labor de promoción de la historia de la ciudad otorgado por el Ayuntamiento de Guadalajara en 1995.
- Presea José Ruiz Medrano otorgada por la Arquidiócesis de Guadalajara en 2000.
- Premio Pluma de Plata del Festival Cultural de las Fiestas de Octubre en reconocimiento a su labor de promoción de la cultura e historia de la ciudad de Guadalajara en 2000.
- Medalla y diploma por el Consejo de Cronistas del Estado de Jalisco en 2000.
- Premio Nacional de Ciencias y Artes en el área de Artes y Tradiciones Populares otorgado por la Secretaría de Educación Pública en 2002.[3]
- Premio Jalisco en 2004.[4]
- Reconocimiento por la Dirección de Cultura del Ayuntamiento de Guadalajara cuando anunció su jubilación y retiro en noviembre de 2011.[2]

En 1997 la Secretaría de Educación Pública del gobierno del Estado de Jalisco, el Ayuntamiento de Guadalajara y la Asociación de Libreros de Occidente establecieron en su honor el Premio Ramón Mata Torres de cuento navideño.